# Шона
 Тази статия е за етническата група.  За езика вижте шона (език).  
Шо̀на (на шона: Vashona) е етническа група в Южна Африка.
Те наброяват около 11 милиона души, като формират мнозинството от населението на Зимбабве, а голям брой живеят също в съседните Мозамбик и Южноафриканската република. Традиционно говорят езика шона от групата банту, като в наши дни е разпространен и английският.